# Investissement immobilier locatif
L’investissement immobilier locatif consiste à acheter un logement immobilier pour le louer. Dans la majorité des cas, l'achat du bien immobilier se fait à crédit, et les loyers perçus permettent de rembourser une partie des mensualités du prêt.
Sous certaines conditions de défiscalisation, comme le dispositif Pinel en France, l'investissement immobilier locatif permet de réduire ses impôts.

## Présentation
L'investissement locatif concerne tout bien immobilier qui peut être loué à un tiers. Le bien immobilier peut être neuf ou ancien. Il peut être un appartement, une maison, mais aussi une cave, un parking, un local commercial ou encore un immeuble composé de plusieurs lots. Le bien acheté peut être vide (et mis à la location ensuite), ou bien vendu avec locataire, ce qui permet d'avoir une visibilité directe sur sa rentabilité locative.
Dans la majorité des cas, l'achat du bien immobilier se fait à crédit, et les loyers perçus permettent de rembourser une partie des mensualités du prêt. Le retour sur investissement inclut, outre les loyers, la plus-value éventuelle lors de la revente du bien, par exemple à l'échéance d'un programme de défiscalisation.
Il existe différents régimes d'imposition des revenus locatifs, avec une distinction importante selon que la location est vide (revenus fonciers) ou meublée (régime des BIC). Des programmes de défiscalisation existent en France dans l'immobilier neuf depuis 1984 (Robien, Scellier, Loi Duflot, Pinel), en général avec l'objectif de soutenir le secteur de la construction tout en renforçant l'offre de logements neufs privés ou intermédiaires.
L'investissement immobilier locatif peut se faire de manière directe, par l'achat d'un bien immobilier neuf ou ancien, ou de manière indirecte, par l'achat de « pierre papier », comme des parts de Société civile de placement immobilier (SCPI).
Une autre manière indirecte d'investissement immobilier locatif est la création de sociétés dites Foncière. Ces sociétés peuvent être à transparence fiscale Société civile immobilière (SCI) ou imposées à l'impôt sur les sociétés (IS) : SAS. La création d'une société foncière a longtemps été réservée aux Institutionnels et grandes fortunes via des entreprises spécialisées en Asset Management, mais quelques entreprises proposent aujourd'hui la création de sociétés d'investissement pour les particuliers avec une enveloppe plus modeste.

## Calcul de rentabilité d'un investissement locatif
Pour calculer la rentabilité avant un investissement locatif, il faut distinguer la rentabilité brute, nette et nette nette (après impôts).
La rentabilité brute se calcule en divisant le loyer brut annuel par le prix de revient initial du bien. Il ne s'agit cependant que d'un indicateur relatif de rentabilité, car ce calcul en pourcentage ne tient pas compte des charges qui viennent grever le revenu annuel (frais de gestion, taxes foncières, entretien du bien...). La rentabilité brute peut paraître souvent très élevée par rapport à d'autres types d'investissement, pourtant la différence peut être très importante avec la rentabilité nette et encore plus avec la rentabilité nette nette.
La rentabilité nette prend en compte en plus les frais et les charges qui viennent en déduction des loyers. Il s'agit d'un indicateur plus précis que la rentabilité brute.
La rentabilité nette nette est la rentabilité réelle une fois que les impôts (calculés en prenant en compte les charges diverses) ont été déduits des loyers. Elle représente l'indicateur le plus précis pour le propriétaire-bailleur.
Pour faciliter les calculs, des simulateurs de rentabilité nette d'un investissement locatif existent en ligne.
Attention, les calculs de la rentabilité brute, ou nette, ou encore nette nette ne prennent pas en compte le financement de l'investissement, c'est-à-dire qu'il n'y a pas dans les charges le remboursement d'un éventuel emprunt. 
Pour évaluer précisément la rentabilité d'un investissement locatif, on calcule généralement la valeur actuelle nette (VAN) de l’investissement voire son taux de rendement interne (TRI). La VAN prend en compte tous les flux financiers nets (nets de charges, de taxes et de fiscalité)  générés par l’investissement sur une période donnée, laquelle peut s’étendre de quelques années à plusieurs dizaines d’années le cas échéant. Comme ces flux ne sont pas directement comparables car espacés dans le temps, ils sont chacun actualisés à la date initiale de l’investissement - leur montant est recalculé en utilisant le coût du capital, lequel est proche du taux d’emprunt pour les investissements financés par l’emprunt -, puis additionnés. L’ensemble constitue la Valeur actuelle - en euros - de tous les flux financiers. En soustrayant le montant de l’investissement initial, on obtient la valeur actuelle nette de l’investissement, c’est-à-dire une mesure précise de la valeur ajoutée (en €) ou du gain financier que l’investissement locatif dégagera sur la période considérée. Le calcul du TRI intègre lui aussi l’ensemble des flux financiers mais consiste à calculer le taux d’actualisation - le coût du capital - maximum que l’investissement peut supporter avant de ne plus être rentable.  Plus l’écart entre le TRI et coût réel du capital est important, plus l’investissement sera rentable. 

## Retour de lot immobilier et queue de programme: définitions et distinctions

### Retour de lot immobilier
Le retour de lot immobilier désigne un bien neuf qui, après avoir été initialement réservé ou vendu sur plan (VEFA - Vente en l'Etat Futur d'Achèvement), revient sur le marché avant sa livraison. Le retour sur investissement est immédiat. Ce retour peut être causé par divers facteurs, notamment :  
- Le refus de prêt de l'acquéreur initial. 
- L'abandon du projet d'achat pour des raisons personnelles. 
- Un désistement en raison du délai de rétractation légal. 
Bien souvent, ce type de lot est proposé à un prix un peu plus attractif aux fins d'être vendu rapidement. 

### Queue de programme
La queue de programme désigne les derniers lots d'un programme immobilier neuf qui peinent à être vendus. Néanmoins, ils peuvent représenter un fort potentiel locatif. 
Contrairement aux retours de lots, ces biens n'ont jamais été réservés ou vendus précédemment, mais ils restent disponibles à la fin de la commercialisation du projet. 
Les raisons expliquant qu'un bien se retrouve en queue de programme peuvent inclure :  
- Une localisation moins attractive au sein du projet (exemple : exposition moins favorable). 
- Un prix plus élevé que des biens similaires déjà vendus. 
- Une typologie spécifique (exemple : grands logements nécessitant un budget plus conséquent, configurations atypiques). 
En somme, bien que les deux concepts concernent des biens immobiliers neufs disponibles à la vente et livrables rapidement, le retour de lot résulte d'un désistement alors que la queue de programme concerne des logements qui n'ont pas trouvé preneur dès le départ. 

### Lois
- Loi Méhaignerie puis Quilès-Méhaignerie (pour les biens acquis du 1er janvier 1986 au 31 décembre 1995)
- Amendement Périssol (1er janvier 1996 - 31 août 1999)
- Dispositif Besson (1er janvier 1999 - 2 avril 2003)
- Loi Robien (3 avril 2003 - 1er septembre 2006)
- Robien recentré/Borloo (1er septembre 2006 - 31 décembre 2009)
- Dispositif Scellier (1er janvier 2009 - 31 décembre 2012)
- Loi Duflot (1er janvier 2013 - 31 décembre 2014)
- Dispositif Pinel (depuis 2015)

### Divers
- Crédit immobilier
- Défiscalisation en France
- Glossaire de l'immobilier